# Jugoslovanska hokejska liga 1969/70
Sezona 1969/70 jugoslovanske hokejske lige je bila sedemindvajseta sezona jugoslovanskega prvenstva v hokeju na ledu. Naslov jugoslovanskega prvaka so štirinajstič osvojili hokejisti slovenskega kluba HK Jesenice. 

## Končni vrstni red
1. HK Jesenice
2. HK Olimpija Ljubljana
3. KHL Medveščak
4. HK Kranjska Gora
5. HK Partizan Beograd
6. HK Slavija Vevče